# Траут-Веллі (Нью-Мексико)
Траут-Веллі (англ. Trout Valley) — переписна місцевість (CDP) в США, в окрузі Грант штату Нью-Мексико. Населення — 7 осіб (2020).

## Географія
Траут-Веллі розташований за координатами 33°2′10″ пн. ш. 108°11′21″ зх. д. / 33.03611° пн. ш. 108.18917° зх. д. (33.036224, -108.189262).  За даними Бюро перепису населення США в 2010 році переписна місцевість мала площу 0,47 км², уся площа — суходіл.

## Демографія
Згідно з переписом 2010 року, у переписній місцевості мешкало 16 осіб у 10 домогосподарствах у складі 4 родин. Густота населення становила 34 особи/км².  Було 22 помешкання (47/км²).
Расовий склад населення:
| - 100,0 % — білих |

До двох чи більше рас належало 0,0 %. Частка іспаномовних становила 6,3 % від усіх жителів.
За віковим діапазоном населення розподілялося таким чином: 0,0 % — особи молодші 18 років, 43,7 % — особи у віці 18—64 років, 56,3 % — особи у віці 65 років та старші. Медіана віку мешканця становила 69,5 року. На 100 осіб жіночої статі у переписній місцевості припадало 100,0 чоловіків;  на 100 жінок у віці від 18 років та старших — 100,0 чоловіків також старших 18 років.
Цивільне працевлаштоване населення становило 0 осіб. 